# Ill Bethisad
Ill Bethisad — это продолжающийся совместный проект по альтернативной истории, в котором в настоящее время участвуют более 70 человек. Первоначально созданный Эндрю Смитом из Новой Зеландии, он был инициирован в 1997 году как проект Brithenig. Его можно охарактеризовать как пример поджанра стимпанка, и он известен как одна из старейших и наиболее сложных альтернативных историй, всё ещё функционирующих в интернете. Ill Bethisad имеет в значительной степени энциклопедический характер, состоящий из сконструированных языков, письменных историй, временных рамок, новостей, карт, флагов и других изображений, короткометражных фильмов, описаний культур, религий и технологий, а также коротких рассказов.

## Сконструированные языки
Сконструированные языки играют важную роль в Ill Bethisad, и можно сказать, что Ill Bethisad является центральным местом встречи, если не колыбелью, целого поджанра конлангов, а именно альтернативных языков. На сегодняшний день существует более тридцати языков на различных уровнях построения, которые играют определенную роль. Среди языков, на которых говорят в Ill Bethisad, есть Brithenig (романский язык с сильным кельтским субстратом, основанный на валлийском), Wenedyk (польский как романский язык), богемский (Pémišna: германизированный чешский), далматинский (романский язык, похожий на румынский, основанный на фактическом вымершем языке с тем же названием), Xliponian (другой романский язык с поверхностным сходством с албанским, на котором говорят в Эпире нашего мира) и несколько финских «северославянских» языков, в том числе нассиан (на котором говорят в Карелии нашего мира).
Само название Ill Bethisad для Brithenig вселенной, калька от валлийского bydysawd или латинского baptizatum.
Кроме того, многие другие языки из нашего мира были каким-то образом изменены, хотя некоторые, такие как немецкий, итальянский или русский, кажутся точно такими же. Во многих случаях, как и в случае с испанским, английским или японским языками, изменения относительно незначительны и в основном влияют на орфографию или латинизацию. Одним из примеров является язык Галиции, который называется русинским (а не украинским) и пишется с польской орфографией (а не кириллицей; примеры из реального мира см. в украинская латиница). Другие более радикальны; Например, хорватский язык Ill Bethisad это придуманный славянский язык, который во многих отношениях ближе к чешскому, чем хорватский язык нашего мира, и далматинский в Ill Bethisad, по-видимому, находится под влиянием славянских языков больше, чем его аналог в реальном мире.

## Точки расхождения
Центральная точка альтернативной истории исходит из того, что Римская империя была сильнее на позднем этапе чем было на самом деле. Тем не менее, история в основном идёт параллельно истории реального мира, так что многие страны и регионы имеют свои собственные отдельные точки расхождения:
- Латынь превратилась в романские языки на Британских островах в Уэльсе и западной Англии и в центральной Европе (Польша и Словакия), как это произошло во Франции и континентальной Европе.
- Разделы Речи Посполитой были остановлены Наполеоном, и венедо-литовская федерация Речь Посполитая существует до сих пор как Республика двух корон[17]. Её нынешняя территория примерно такая же, как объединённые территории межвоенной Польши, Литовской Республики и Восточной Пруссии в период между Первой и Второй мировыми войнами. У неё также есть колония в Африке, Гамбия (часть которой в реальной истории принадлежала герцогству Курляндия, которое было вассалом Речи Посполитой[8]). Другое различие заключается в том, что, хотя венеды являются католиками, как и поляки, большинство литовцев всё ещё исповедуют язычество, которое сегодня превратилось в форму, подобную религии ромува нашего мира.
- Похожий на чешский германский язык развился в Богемии и Силезии под давлением габсбургской знати, которая хотела единого языка для этой территории[10].
- Большевики в России потерпели поражение от белой армии, которая установила националистическую диктатуру[18].
- Королевство Кастилия и Леон и Королевство Арагон никогда не объединялись в единое государство Испания[19].
- Наполеон не нападал на Россию и не потерпел поражения при Ватерлоо[20].
- Война за независимость США не произошла, и поэтому США, какими мы их знаем, не существуют. Вместо этого существует Североамериканская лига, каждый регион которой по-прежнему подчиняется британской короне.

В целом независимых стран больше, чем в реальном мире, а конституционных монархий, федераций, колоний и кондоминиумов также гораздо больше чем теперь. В истории Ill Bethisad, в целом, часто встречаются вымершие языки или языки меньшинств, такие как каталанский, нижнесаксонский, крымско-готский, а также другие, которые остаются более широко распространенными в своих соответствующих регионах, чем они стали в реальной истории. Кроме того, технологии, которые либо попали в немилость, либо не смогли развиваться в нашем мире, изучаются и широко используются. Например, цеппелины и экранопланы или наземные транспортные средства всё ещё используются как в военных, так и в гражданских целях. Компьютеры не очень развиты, и в Северной Америке нет Силиконовой долины, но вместо этого центры информационных технологий находятся в Ирландии.

## Появление в реальном мире
Российский веб-сайт, борющийся с государственной пропагандой, сообщил, что режиссер Никита Михалков использовал карту, изображающую Россию в Bethisad, в качестве реального доказательства желания западных стран расчленить Россию на более мелкие государства. Изображение карты было продемонстрировано в прямом эфире в телепрограмме Михалкова, транслировавшейся на одном из крупнейших российских телеканалов Россия-24. Соответствующую часть видео можно было посмотреть на YouTube-канале Россия-24.